# Hope under Dinmore
Hope under Dinmore is een civil parish in het Engelse graafschap Herefordshire, ongeveer 13 km ten noorden van Hereford. Het dorp ligt aan de Lugg, een zijriviertje van de Wye, en aan de A49 autoweg. De Welsh Marshes spoorweg loopt door het dorp, maar het plaatselijke spoorwegstation Dinmore ten zuiden van Hope under Dinmore werd in 1958 gesloten.
De civil parish telt 412 inwoners (volgens de 2011 Census).

## Hampton Court Castle
Net ten oosten van Hope under Dinmore ligt Hampton Court Castle (niet te verwarren met Hampton Court Palace nabij Londen). Dit landhuis werd in de vijftiende eeuw, tussen 1427 en 1434, gebouwd voor Sir Rowland Lenthall, een Engelse ridder die zich onder koning Hendrik V had onderscheiden in de Slag bij Azincourt.
Het kasteel veranderde in de volgende eeuwen meerdere malen van eigenaar. In 1994 kocht de Amerikaanse miljardair Robert van Kampen het kasteel, dat toen leegstond en in verval was. Hij wilde er een centrum voor Bijbelstudie in onderbrengen van de christelijke beweging Sola Scriptura. Hij liet het kasteel en de tuinen restaureren en uitbreiden, onder meer met een doolhof gemaakt met meer dan duizend buxussen. Van Kampen overleed in 1999, nog voor dit werk was voltooid. In 2000 werden de tuinen opengesteld voor het publiek. De familie van Kampen verkocht het kasteel in 2008.
Anno 2017 wordt het kasteel beheerd door de Hampton Court Estate die het verhuurt voor huwelijken, feesten, congressen en andere evenementen. De tuinen zijn in de zomermaanden open voor het publiek.

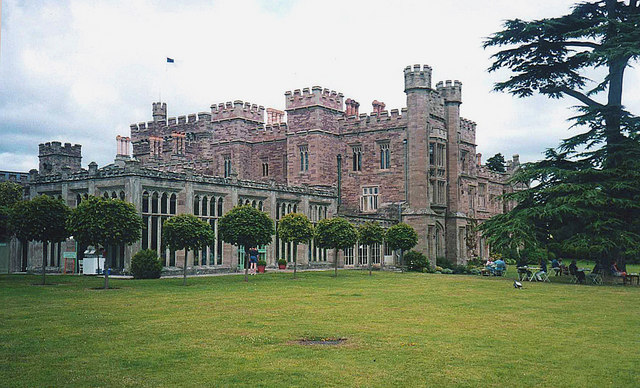
Zicht op Hampton Court Castle

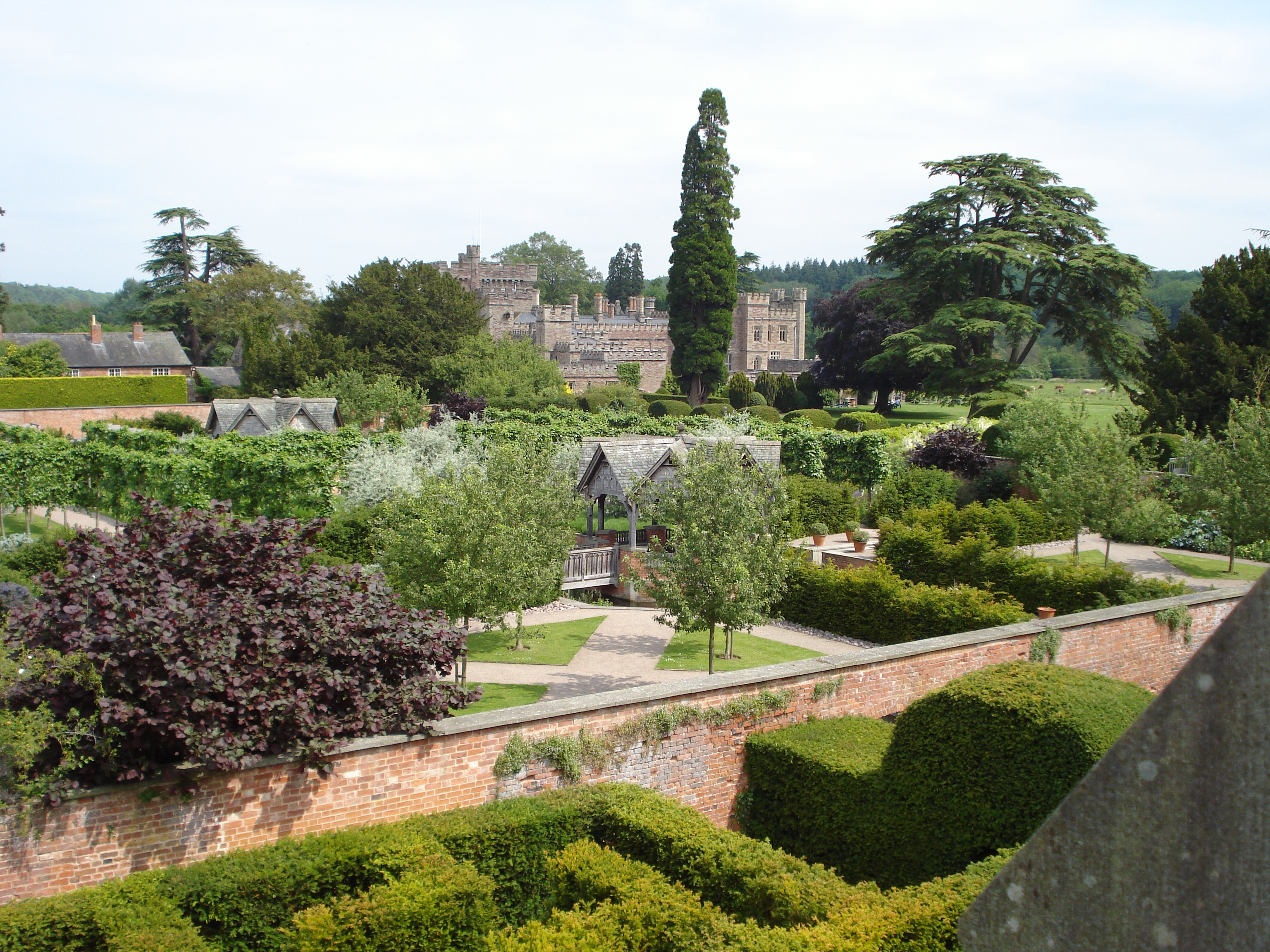
Gedeelte van de tuinen en (onderaan) het doolhof van Hampton Court Castle